# Donació del cos
La donació del cos a la ciència consisteix en la cessió d’un cos perquè després de la mort es destini a la docència o a la recerca biomèdica. Els cossos donats s'utilitzen principalment en investigació i educació mèdica. S'utilitzen en classes d'anatomia macroscòpica o topogràfica, anatomia quirúrgica i per a fomentar la formació mèdica. Durant anys, només les escoles de medicina acceptaven la donació de cossos, però actualment algunes organitzacions privades també n’accepten. Depenent del motiu particular pel qual un projecte necessita la donació de cossos, pot ser que es demanin cossos amb unes especificacions determinades. La donació del cos a la ciència és important per a poder entendre millor el cos humà i fer avançar la ciència. Normalment donar el cos a la ciència és gratuït; sovint, però, les organitzacions a càrrec de les donacions assumeixen el cost de la cremació o la inhumació un cop el cadàver donat ha complert el seu propòsit i es retorna a la família per a que l'enterri.
Qualsevol persona que desitgi donar el seu cos pot fer-ho a través d'un programa de donació voluntària. De vegades pot ser necessari que el donant hagi de signar uns acords abans de morir amb la facultat de medicina local, la universitat o el programa de donació del cos escollit. A qualsevol persona que sol·liciti un formulari de consentiment se li proporcionarà informació sobre les polítiques i els procediments que es duran a terme després que el donant potencial hagi mort.
La donació del cos a la ciència encara és poc freqüent. En un intent per augmentar aquest tipus de donacions, molts països han establert programes i normatives que regulen la donació de cadàvers o de parts del cos. Per exemple, en alguns estats dels Estats Units per a programes de base acadèmica, una persona ha de prendre la decisió de donar les seves restes per voluntat pròpia abans de morir; la decisió no la pot prendre un advocat. Si una persona decideix no donar el seu cos sencer o no pot fer-ho, hi ha altres formes de donació mitjançant les quals encara es pot contribuir a la ciència després de la mort, com la donació d’òrgans o la donació de teixits.

## Religió
Moltes religions donen suport a les donacions del cos a la ciència. Les religions hindú, budista, musulmana i cristiana recolzen la idea de la donació de cos i/o la donació d’òrgans per fer del món un lloc millor. El suport d’aquestes religions és fonamental en moltes parts del món, ja que molta gent les practica activament.

## Índia
El 1948 es va aprovar una llei (Anatomy Act) que regula la donació de cossos a la ciència a tots els estats d’aquest país. Aquesta llei permet que els donants voluntàriament puguin donar el cos, i també que es puguin utilitzar cossos per a ús i recerca mèdica si, en un termini de 48 hores, ningú en reclama el cadàver. De manera similar als Estats Units, l'Índia també té unes directrius específiques per acceptar donacions de cossos. No es consideren adequades donacions de cossos amb VIH/SIDA, hepatitis (A, B i C), òrgans prèviament donats, i cossos amb un IMC extrem, o amb malalties de la pell.
Alguns líders, com el líder comunista Jyoti Basu i el líder de Jana Sangh, Nanaji Deshmukh, han donat els seus cossos a la investigació mèdica. Avui en dia moltes persones a l’Índia donen el seu cos després de la mort signant un formulari que conté les signatures de dos testimonis.

## Regne Unit
La donació de cossos al Regne Unit està governada per la Human Tissue Authority (HTA) sota els auspicis d’una llei anomenada Human Tissue Act 2004. La HTA autoritza i inspecciona establiments, com ara escoles de medicina, que ensenyen anatomia mitjançant cossos donats. Segons aquesta llei de 2004, s'ha de donar el consentiment per escrit abans de la mort; ningú altre pot donar el consentiment després de la mort.
L'edat mínima per autoritzar la donació del teu propi cos al Regne Unit és de 17 anys.
Al seu lloc web, la HTA proporciona informació als donants sobre on poden donar i respon moltes preguntes freqüents relacionades amb la donació de teixits. També proporciona enllaços on trobar informació específica per a cada organització, ja que cadascuna té les seves pròpies directrius relatives a la donació de cossos, i finalment, també proporciona eines per trobar llocs locals de donació per a aquelles persones que vulguin donar el seu cos o teixits.
Tot i que la major part d’organitzacions accepten la majoria de les donacions, aquells cossos als que se’ls hagi hagut de practicar una autòpsia poden ser rebutjats. Algunes organitzacions també poden rebutjar els cossos de donants que hagin mort a l'estranger.

## Estats Units
Només els familiars directes del difunt poden donar el consentiment necessari per a la donació, si el donant no el va proporcionar a una organització de donació específica abans de la seva mort. Ni el govern federal ni els estats regulen la donació de cossos a la ciència.
Aquesta manca de regulació propicia que certes empreses privades (o bancs de teixits no aptes per a trasplantament) es dediquin a l’adquisició de cadàvers, sovint mitjançant ofertes de cremació gratuïta, i posteriorment els processin i en revenguin les parts del cos en un mercat nacional sense cap tipus de regulació. El dret legal d’una persona a la donació corporal es regeix per una llei anomenada Uniform Anatomical Gift Act; llei que ha estat adoptada per la gran majoria d’estats. Actualment s'apliquen les lleis relacionades amb el transport i disposició de cossos humans, independentment del recent projecte de llei presentat. L'Associació Americana de Bancs de Teixits (AATB, per les seves sigles en anglès) proporciona acreditació als programes d'educació i investigació dels bancs de teixits no aptes per a trasplantament, i estableix que el nivell de rendiment mèdic, tècnic i administratiu compleixi o superi els estàndards establerts. Tot i que la donació del cos i la donació de teixits que no es trasplanten segueixen sent una indústria amb una regulació limitada, l’acreditació, tot i no ser un requisit legal, permet a les persones que opten per donar el seu cos a programes d’investigació mèdica o d’educació triar un programa amb els estàndards de qualitat més alts. L’American Medical Education and Research Association (AMERA) és un òrgan d’acreditació nacional reconegut per experts dels Estats Units, que proporciona acreditació a institucions que utilitzen estàndards desenvolupats exclusivament per a organitzacions que no facin trasplantaments. Això inclou organitzacions de donants de cossos, programes anatòmics universitaris, biobancs i usuaris finals de teixit humà. AMERA anima la indústria a acreditar-se i a participar en l'establiment de normes que siguin rellevants per a organitzacions de teixits no clínics. Actualment molts programes mèdics als Estats Units ofereixen serveis commemoratius dirigits per estudiants per als donants de cossos. Es tracta de mostrar respecte pels donants i les seves famílies i donar una connotació positiva a aquest procés de donació. Als Estats Units hi ha molts programes privats de donació del cos. Cadascun d'aquests programes privats accepta cossos de les àrees més properes. La majoria dels programes també tenen directrius tant per als cossos que acceptaran. com per als que no. Generalment, els programes no accepten cossos que hagin donat positiu per hepatitis (A, B i C), VIH/SIDA, amb antecedents d’ús de drogues il·legals o que es trobin dins una categoria extrema pel seu IMC. El procés d’embalsamament afegeix encara més pes al cos del donant, això fa que els cossos amb un IMC elevat no siguin acceptats perquè són difícils de manipular després de l'embalsamament. Si un donant té una malaltia específica no contagiosa abans de la mort, i vol formar part de l'estudi d’aquesta malaltia, es pot posar en contacte específicament amb un programa de recerca per a aquesta.

## Alemanya
L'eliminació i la donació del cos estan regulades per les lleis funeràries de cada estat. A Alemanya, el dret a l'autonomia s'estén més enllà de la mort, per això les instruccions donades pel mort durant la seva vida s'han de respectar a l’hora de gestionar el seu cos. La donació del cos només pot tenir lloc si el mort va signar una declaració d'última voluntat en vida, exposant la intenció de donar el seu cos a un institut anatòmic. Els familiars del difunt no poden donar permís, ni denegar la donació del cos contra aquesta declaració, però l’institut pot negar-se a acceptar el cos. Aquesta negativa es pot produir si s'és portador de malalties infeccioses, si se li han extirpat òrgans o parts del cos per a donació o cirurgia, si està ferit de gravetat o no és idoni per a l'ensenyament, si el cos es troba massa lluny de l'institut o per raons de capacitat d'emmagatzematge. La majoria dels instituts requereixen un dipòsit que s'utilitzarà per pagar les despeses del funeral.

## Motius de la decisió
La decisió de convertir-se en donant del cos està influenciada per factors com ara: la consciència social, actituds culturals i percepcions sobre la donació del cos, actituds culturals i percepcions sobre la mort, religió i percepcions sobre la relació cos-ment. Els estudis indiquen que la majoria de donants estan motivats principalment per l’altruisme, i el desig d’ajudar a l’avenç del coneixement mèdic i de ser útils després de la mort. Altres raons poden ser ajudar a les futures generacions, expressar gratitud per la vida i la bona salut i al sector sanitari, per evitar un funeral o per evitar residus. Generalment, es considera que l’oferta d’incentius financers com una forma d’augmentar el nombre de donants o com a reconeixement per als donants resta valor a l’acte de la donació i actua com a factor dissuasiu. No obstant això, un estudi nord-americà que mostra una correlació positiva entre el nombre de donacions corporals i l'estalvi de costos de la cobertura funerària que s'ofereix com a compensació suggereix que, en realitat, l’incentiu afegit podria ser un factor persuasiu per als donants.

## Ús de les donacions
Els cossos donats a qualsevol organització s'utilitzen per a la investigació científica i la formació mèdica. Els cossos s'utilitzen per ensenyar anatomia als estudiants de medicina, però també s'utilitzen per millorar i crear noves tecnologies mèdiques. Molts programes que accepten donacions del cos tenen unes àrees específiques d'investigació, les quals es poden veure visitant el lloc web de cada programa. Aquestes poden incloure la investigació del càncer, la recerca en Alzheimer i la millora de les cirurgies. A continuació s'enumeren exemples d'investigacions realitzades amb cossos donats:
- Artritis
- Càncer
- Malalties cardiovasculars
- Diabetis
- Substitució de maluc
- Substitució de genoll
- Trastorns neurològics
- Formació de paramèdics
- Substitució d'espatlla
- Trastorns de la medul·la espinal
- Extirpació de tumors

Alguns programes accepten cossos sencers però distribueixen diferents parts del cos en funció de les necessitats de cada programa. Això garanteix un benefici màxim de cada donació. Aquests programes poden ajudar a la investigació (tal com ja s'ha mostrat), a la formació tècnica o a millora i investigació de certs dispositius mèdics. Després que s'acceptin els cossos per a la donació, s'estima un període de sis mesos a tres anys abans que el cos del donant sigui retornat a la família. Això té en compte l'embalsamament, la recerca i el nombre de cossos als quals té accés el programa en aquell moment.